# Gene Conley

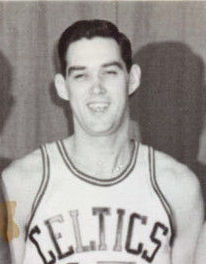

Gene Conley (Muskogee, Oklahoma, 10 de novembro de 1930 – 4 de julho de 2017) foi um jogador de basquete norte-americano que foi campeão da Temporada da NBA de 1960-61 jogando pelo Boston Celtics.